# Pycnopygius cinereus
Pycnopygius cinereus е вид птица от семейство Meliphagidae. Среща се в Индонезия и Папуа Нова Гвинея.

## Разпространение
Видът е разпространен в Индонезия и Папуа Нова Гвинея.